# Liste der Kulturdenkmale in Behlendorf
In der Liste der Kulturdenkmale in Behlendorf sind alle Kulturdenkmale der schleswig-holsteinischen Gemeinde Behlendorf (Kreis Herzogtum Lauenburg) und ihrer Ortsteile aufgelistet (Stand: 10. März 2025).

## Legende
In den Spalten befinden sich folgende Informationen:
- Objekt-ID: die Nummer des Kulturdenkmales
- Lage: die Adresse des Kulturdenkmales und die geographischen Koordinaten. Kartenansicht, um Koordinaten zu setzen. In der Kartenansicht sind Kulturdenkmale ohne Koordinaten mit einem roten Marker dargestellt und können in der Karte gesetzt werden. Kulturdenkmale ohne Bild sind mit einem blauen Marker gekennzeichnet, Kulturdenkmale mit Bild mit einem grünen Marker.
- Offizielle Bezeichnung: Bezeichnung des Kulturdenkmales
- Beschreibung: die Beschreibung des Kulturdenkmales
- Bild: ein Bild des Kulturdenkmales

## Sachgesamtheiten
| Objekt-ID      | Lage                                       | Offizielle Bezeichnung | Beschreibung | Bild                             |
| -------------- | ------------------------------------------ | ---------------------- | --- | -------------------------------- |
| 40566 Wikidata | Mühlenstraße (53° 41′ 59″ N, 10° 40′ 3″ O) | Kirche Behlendorf      | Aktualisierung vorgesehen - Begründung: geschichtlich, künstlerisch, städtebaulich, Kulturlandschaft prägend - Schutzumfang: Kirche mit Ausstattung, Kirchhof, Grabmale bis 1870, GranitBöschungsmauer | weitere Fotos \| Fotos hochladen |

## Bauliche Anlagen und Gründenkmale
| Objekt-ID      | Lage                                        | Offizielle Bezeichnung | Beschreibung | Bild            |
| -------------- | ------------------------------------------- | ---------------------- | --- | --------------- |
| 24792          | Am Brink 4 (53° 41′ 57″ N, 10° 40′ 7″ O)    | Fachhallenkate         | Fachhallenkate; Ende 18. Jh., transloziert um 1880; giebelständiges Wohn- und Wirtschaftsgebäude mit reetgedecktem Halbwalmdach, Eichenfachwerk, Ausfachungen in rotem Backstein - Begründung: geschichtlich, Kulturlandschaft prägend - Schutzumfang: gesamtes Objekt - Denkmaltyp: Bauliche Anlage | BW              |
| 7065 Wikidata  | Hofstraße 20 (53° 41′ 26″ N, 10° 40′ 13″ O) | Pächterwohnhaus        | Alteintragung (Aktualisierung vorgesehen) - Begründung: Alteintragung (Aktualisierung vorgesehen) - Schutzumfang: Alteintragung (Aktualisierung vorgesehen) - Denkmaltyp: Bauliche Anlage | BW              |
| 9356 Wikidata  | Hollenbek 7 (53° 42′ 50″ N, 10° 38′ 50″ O)  | Fachhallenhaus         | Alteintragung (Aktualisierung vorgesehen) - Begründung: geschichtlich, wissenschaftlich, städtebaulich - Schutzumfang: gesamtes Objekt - Denkmaltyp: Bauliche Anlage | BW              |
| 568 Wikidata   | Mühlenstraße (53° 41′ 59″ N, 10° 40′ 3″ O)  | Kirche mit Ausstattung | Alteintragung (Aktualisierung vorgesehen) - Begründung: geschichtlich, künstlerisch, städtebaulich - Schutzumfang: gesamtes Objekt - Denkmaltyp: Bauliche Anlage, Sachgesamtheit: Kirche Behlendorf                                                                                                  | Fotos hochladen |
| 20785 Wikidata | Mühlenstraße (53° 41′ 59″ N, 10° 40′ 4″ O)  | Kirchhof               | Alteintragung (Aktualisierung vorgesehen) - Begründung: geschichtlich, städtebaulich, Kulturlandschaft prägend - Schutzumfang: Kirchhof, Grabmale bis 1870, Granit-Böschungsmauer - Denkmaltyp: Gründenkmal, Sachgesamtheit: Kirche Behlendorf                                                       | Fotos hochladen |
| 10741 Wikidata | Seestraße 2 (53° 41′ 59″ N, 10° 40′ 11″ O)  | Fachhallenhaus         | Alteintragung (Aktualisierung vorgesehen) - Begründung: geschichtlich, wissenschaftlich - Schutzumfang: Alteintragung (Aktualisierung vorgesehen) - Denkmaltyp: Bauliche Anlage | BW              |